# هبيرونيات
الهبيرونيات (الاسم العلمي: Hyperiidea) هي رتيبة من المفصليات تتبع طائفة اللينات الدرقة من شعبة المفصليات الأرجل             .	

## التصنيف
- رتيبة الهبيرونيات
  - دون رتبة منفوخات الرأس
    - فوق فصيلة الفرونيمينات
      - فصيلة الفرونيمات (الهبيرات)	
        - جنس الهبيرة
        - جنس الفرونيمة